# Нефролепис
Нефроле́пис (лат. Nephrolépis) — род папоротников монотипного семейства Nephrolepidaceae, но в некоторых классификациях включается в семейства Ломариопсисовые или Даваллиевые.
Название рода образовано от греческих слов nephros (νεφρός) — «почка» и lepis (λεπίς) — «чешуя», по форме покрывальца. Около 30 видов травянистых многолетних растений, распространённых по всему земному шару. Некоторые виды используют как горшочную культуру, а также как ампельные растения.

## Виды
По информации базы данных The Plant List (на июль 2016) род включает 22 вида:
- Nephrolepis abrupta (Bory) Mett.
- Nephrolepis acutifolia (Desv.) Christ
- Nephrolepis × averyi Nauman
- Nephrolepis biserrata (Sw.) Schott
- Nephrolepis brownii (Desv.) Hovenkamp & Miyam.
- Nephrolepis cordifolia (L.) C. Presl
- Nephrolepis delicatula (Decne.) Pic. Serm.
- Nephrolepis duffii T. Moore
- Nephrolepis equilatera A. Rojas
- Nephrolepis exaltata (L.) Schott
- Nephrolepis falcata (Cav.) C. Chr.
- Nephrolepis grayumiana A. Rojas
- Nephrolepis hirsutula (G. Forst.) C. Presl
- Nephrolepis multiflora (Roxb.) F.M. Jarrett ex C.V. Morton
- Nephrolepis obliterata (R. Br.) J. Sm.
- Nephrolepis obtusiloba A. Rojas
- Nephrolepis occidentalis Kunze
- Nephrolepis pectinata (Willd.) Schott
- Nephrolepis pendula (Raddi) J. Sm.
- Nephrolepis rivularis (Vahl) Mett. ex Krug
- Nephrolepis tuberosa (Bory ex Willd.) C. Presl
- Nephrolepis undulata (Afzel. ex Sw.) J. Sm.

Нефролепис возвышенный (лат. Nephrolepis exaltata) —- наземное или эпифитное травянистое растение с коротким вертикальным корневищем, несущим на верхушке розетку крупных, длиной до 70 см, перистосложных листьев. Листья в очертании ланцетные, светло-зелёные, коротко-черешковые . Сегменты («перья») ланцетные, длиной 5 см и более, по краю неяснопильчато-городчатые. При старении листья желтеют и опадают. На нижней стороне сегментов, ближе к краю, располагаются округлые сорусы — в два ряда по обе стороны средней жилки, ближе к краю. На корневище образуются наземные безлистные, покрытые чешуйками укореняющиеся побеги (плети), дающие начало новым растениям.
Родина — тропики Юго-Восточной Азии. В культуре много садовых форм, различающихся степенью расчлененности сегментов. В конце XIX века в Бостоне была выведена более популярная форма с красиво поникающими листьями N. exaltata bostoniensis, популярная во всём мире. Насчитываются десятки сортов бостонского папоротника: rooseveltii (крупный с волнистыми листочками), maassii (компактный с волнистыми), scottii (компактный с закрученными краями листочков), разновидности с дваждыперистыми листьями, у которых каждый листочек перисторассечён, формы с трижды и четыреждыперситорассечёнными листьями (Fluffy Ruffles, whitmanii, smithii).

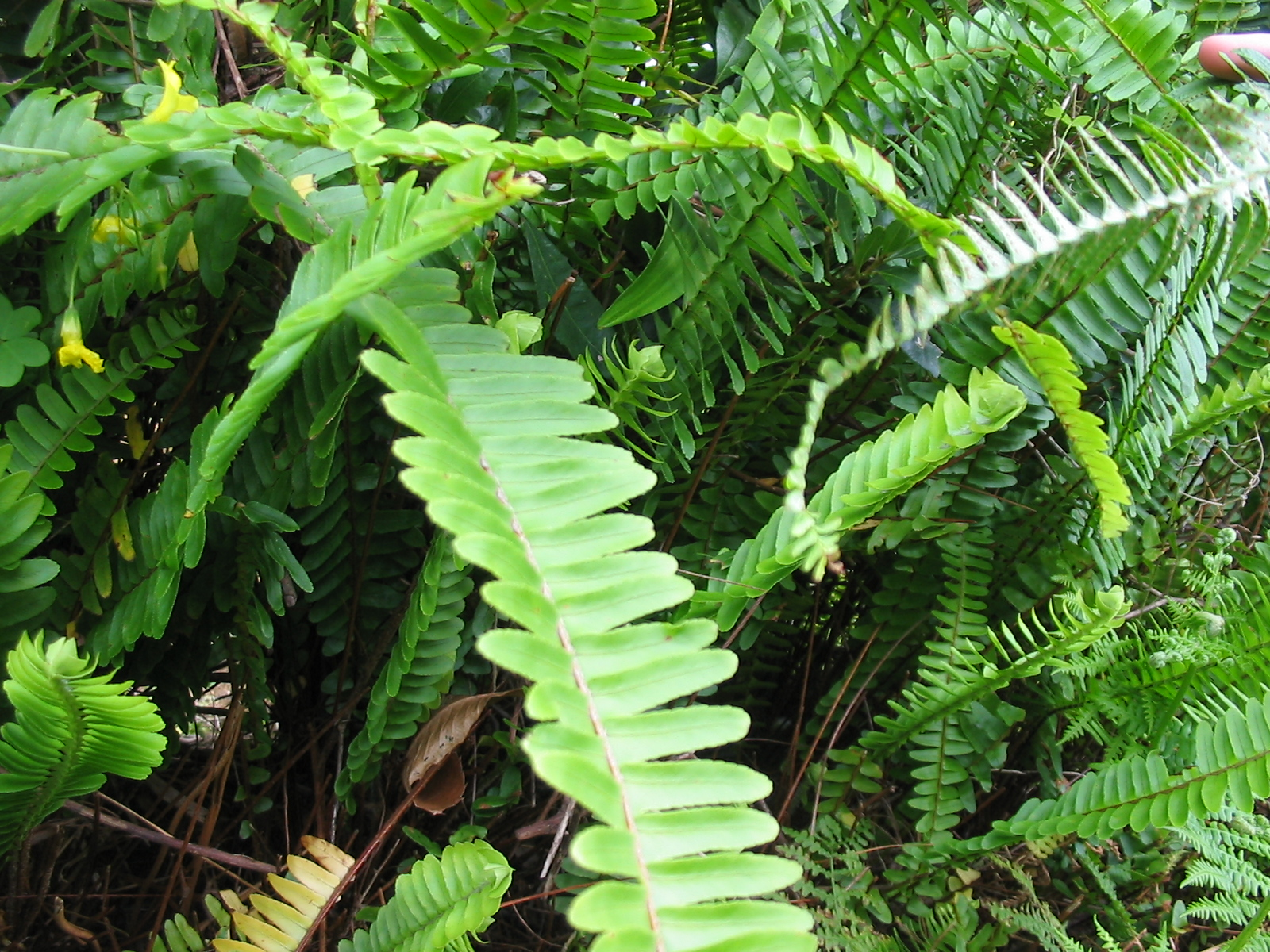
Нефролепис сердцелистный.

Нефролепис сердцелистный (лат. Nephrolepis cordifolia) — отличается от предыдущего вида клубневидными вздутиями, образующимися на подземных побегах (столонах), а, также направленными почти вертикально вверх листьями (у Н. возвышенного листья изогнутые) длиной 35-60 см и более плотным расположением сегментов, часто черепитчато накладывающихся друг на друга. Родина — тропические и субтропические леса обоих полушарий. В культуре популярны с 1841 года, этот вид с жесткими листьями сейчас выращивается не очень часто.

## Уход
Нефролеписы содержат при температуре не ниже 16-18 °C. Нефролепис сердцелистный выносит затенение и сухость воздуха, нефролепис возвышенный требует яркого освещения, летом нефролеписы держат на рассеянном свету, лучше на восточных, западных или северных окнах, притеняя от солнечных лучей, для успешной культуры поддерживают высокую влажность воздуха. Для этого растения опрыскивают дважды в день. Почва должна быть постоянно увлажнённой, но застой воды вреден. Подкармливают 3-4 раза за сезон. Земельная смесь № 2 без дерновой земли.

## Болезни и вредители
Нефролепис может поражаться коричневым червецом, что вызывает пожелтение листвы. Чаще всего в домашних условиях страдает от недостаточной влажности воздуха.

## Размножение
Размножается нефролепис весной делением куста, плетями и отпрысками, образующимися на концах безлистных, покрытых чешуйками побегов; реже — спорами. Отпрыски пересаживают в почву с добавлением торфа, хорошо поливают, закрывают плёнкой и поддерживают температуру около 15 °C.